# 约瑟芬·铁伊
约瑟芬·铁伊（1896年7月25日—1952年2月13日），原名伊丽莎白·麦金托什，别名戈登·达维奥特，英国著名推理小说家。

## 生平
约瑟芬·铁伊1896年出生于苏格兰因弗内斯，家中有两个姐姐。早年铁伊就读于苏格兰当地的皇家学院，随后，她在伯明翰的安斯地体育训练学院接受了三年的训练，然后她就成为了一名体育训练讲师。
但是在1926年，铁伊的母亲去世，而铁伊的父亲也身患残疾，所以她回到了自己的家乡来照顾自己的父亲，从此她开始写作。
1929年，铁伊以戈登·达维奥特的笔名发表了自己的第一篇小说《排队的人》。1932年，铁伊的剧作《波尔多的理查德》被搬上了舞台，这也使得她获得了巨大的成功。
1951年，铁伊发表了她最成功的小说《时间的女儿》，故事描述了一个卧床不起的苏格兰场侦探依靠着书本和信件与他的朋友一起解开了理查三世与塔中王子的真相。这本小说被英国犯罪作家协会（CWA）称之为世界上最佳推理小说。
1952年2月13日，終身未婚的铁伊在伦敦逝世。

## 著作
- 排隊的人 (1929)
- 一先令蠟燭（英语：A Shilling for Candles） (1936)
- 萍小姐的主意 (1946)
- 法蘭柴思事件（英语：The Franchise Affair） (1948)
- 博來‧法拉先生（英语：Brat Farrar） (1949)
- 一張俊美的臉 (1950)
- 時間的女兒 (1951)
- 歌唱的砂 (1952)